# Andreas Wecker
Andreas Wecker (Staßfurt, 2 gennaio 1970) è un ex ginnasta tedesco.

## Palmarès

### Olimpiadi
- 5 medaglie:
  - 1 oro (Atlanta 1996 nella barra orizzontale)
  - 2 argenti (Seul 1988[1] nel concorso a squadre; Barcellona 1992 nella barra orizzontale)
  - 2 bronzi (Barcellona 1992} nel cavallo; Barcellona 1992 negli anelli)

### Mondiali
- 10 medaglie:
  - 1 oro (Sabae 1995 nella barra orizzontale)
  - 6 argenti (Stoccarda 1989[1] nel concorso a squadre; Stoccarda 1989[1] nel cavallo; Stoccarda 1989[1] negli anelli; Indianapolis 1991 negli anelli; Birmingham 1993 nel cavallo; Birmingham 1993 negli anelli)
  - 3 bronzi (Stoccarda 1989[1] nelle parallele; Indianapolis 1991 nel concorso a squadre; Birmingham 1993 nell'all-around)